# Eurymeloides musgravei
Eurymeloides musgravei är en insektsart som beskrevs av Evans 1966. Eurymeloides musgravei ingår i släktet Eurymeloides och familjen dvärgstritar. Inga underarter finns listade i Catalogue of Life.